# فاصولياء (جنس)
الفاصولياء أو حُنْبُل (باللاتينية: Phaseolus) هي جنس نباتي يتبع الفصيلة البقولية، يضم حوالي خمسين نوعًا أهمها الفاصولياء الشائعة.

## من أنواعه
- الفاصولياء التيبارية (باللاتينية: Phaseolus acutifolius)
- الفاصولياء الخيطية (باللاتينية: Phaseolus filiformis)
- الفاصولياء الشائعة (باللاتينية: Phaseolus vulgaris)
- الفاصولياء القرمزية (باللاتينية: Phaseolus coccineus)
- الفاصولياء الليمية (باللاتينية: Phaseolus rimbachii)
- الفاصولياء المبقعة (باللاتينية: Phaseolus maculatus)
- الفاصولياء المصرية (باللاتينية: Phaseolus aegypticus)
- الفاصولياء الهلالية (باللاتينية: Phaseolus lunatus)
- الفاصولياء الوردية (باللاتينية: Phaseolus rosei)